# Nanichi (cráter)
Nanichi es un cráter de impacto en el planeta Venus de 19 km de diámetro y está ubicado en +Este, 0 - 360 utilizando el sistema de coordenadas planetocéntricas.
Su nombre se deriva de la lengua taína original de la Antillas Mayores y significa "Mi Amor o Mi Corazón". El nombre, dado en el año 2000 por la Unión Astronómica Internacional (IAU) fue proporcionado por el líder Taino, Jefe Pedro Guanikeyu Torres del Jatibonicu Taino de Puerto Rico.